# محوطه و گورستان مورسلطانی ۱
محوطه و گورستان مورسلطانی ۱ مربوط به سده‌های اولیه و متاخر دوران‌های تاریخی پس از اسلام است و در شهرستان دنا، بخش مرکزی، ۱۰ کیلومتری شرق شهر سی سخت، منطقه کوه گل (مورسلطانی) واقع شده و این اثر در تاریخ ۲۷ بهمن ۱۳۸۷ با شمارهٔ ثبت ۲۴۶۷۴ به‌عنوان یکی از آثار ملی ایران به ثبت رسیده است.